# Costantino Rocca
Costantino Rocca (* 4. Dezember 1956 in Bergamo) ist ein italienischer Profigolfer der European Tour. Er ist der erfolgreichste Spieler seines Landes.
Rocca begann als Caddie, und nachdem er die nationale Caddie Meisterschaft 1978 gewinnen konnte, wurde er zunächst Caddiemaster. 1981 schlug er die Berufsgolfer-Laufbahn ein. Nach mehreren erfolglosen Versuchen, sich für die European Tour zu qualifizieren schaffte er es 1990 endlich doch. Rocca verbesserte sich stetig und erreichte 1993 schon den 6. Platz in der Geldrangliste. Seine besten Jahre waren dann 1995 und 1996, in denen er jeweils als Vierter der Rangliste abschloss. Insgesamt gelangen Rocca fünf Turniersiege, darunter die renommierte Volvo PGA Championship 1996.
Zweimal stand Rocca bei Majors im Mittelpunkt der Golfwelt: 
Bei der Open Championship 1995 versenkte er einen 18-Meter-Putt am letzten Loch des Old Course in St Andrews zum Par und kam ins Stechen mit dem späteren Sieger John Daly. Zuvor hatte er seinen Annäherungsschlag völlig verpatzt und der Platzsprecher kommentierte das Vorgefallene mit den Worten, niemals habe er einen Professional gesehen, der einem derart schlechten Schlag einen so außergewöhnlich guten folgen lassen konnte. Der extrovertierte Italiener sank nach diesem Traum-Putt auf die Knie, dann legte er sich völlig flach auf den Bauch um trommelte wild vor Begeisterung mit den Fäusten auf den Rasen.
Zwei Jahre später beim Masters in Augusta spielte Rocca in der Finalrunde im letzten Flight mit dem damals 21-jährigen Tiger Woods, der anfangs 9 Schläge voran lag. Es wurde Woods erster Major-Sieg, ein Meilenstein mit einem Rekordergebnis von 18 unter Par und dem Rekordvorsprung von 12 Schlägen, den Rocca aus nächster Nähe miterlebte. Er selbst beendete das Turnier mit respektablen 3 unter Par und dem geteilten 5. Platz (unmittelbar vor Bernhard Langer), als bester Europäer.
Costantino Rocca war auch der erste Italiener, der ins europäische Ryder Cup Team berufen wurde. Er spielte in drei aufeinander folgenden Begegnungen von 1993 bis 1997, hatte eine positive Matchbilanz von 6:5 und machte 1997 in Valderrama den entscheidenden Siegpunkt im Einzel gegen niemand Geringeren als Tiger Woods.
Seit 2007 darf er in Seniorenturnieren antreten und schon bei seinem dritten Antreten auf der European Seniors Tour gewann Rocca die AIB Irish Seniors Open.

## European Tour Siege
- 1993 Open de Lyon, Peugeot Open de France
- 1996 Volvo PGA Championship
- 1997 Canon European Masters
- 1999 West of Ireland Golf Classic

## European Seniors Tour Siege
- 2007 AIB Irish Seniors Open, Seniors Tour Championship

## Andere Turniersiege
- 1984 National Omnium
- 1985 Enichem Open, National Omnium
- 1986 Pinetina Open, National Omnium
- 1987 Index Open, National Omnium
- 1988 Rolex Pro-Am (Schweiz), National Omnium
- 1989 National Omnium

Alle in Italien außer anders erwähnt.

## Teilnahmen bei Teambewerben
- Ryder Cup (für Europa): 1993, 1995 (Sieger), 1997 (Sieger)
- Alfred Dunhill Cup (für Italien): 1986, 1987, 1989, 1991, 1992, 1996, 1999
- World Cup (für Italien): 1988, 1990, 1991, 1992, 1993, 1994, 1995, 1996, 1998, 1999
- Hennessy Cognac Cup: 1984
- Europcar Cup: 1988